# Bogusław Zaleski
Bogusław Waldemar Zaleski (ur. 16 listopada 1948 w Radomiu) – polski politolog, nauczyciel akademicki, urzędnik państwowy i polityk, podsekretarz stanu w Ministerstwie Spraw Zagranicznych (2002–2005), wykładowca Wydziału Nauk Politycznych i Studiów Międzynarodowych Uniwersytetu Warszawskiego.

## Życiorys
W 1972 ukończył studia z zakresu nauk politycznych na Wydziale Dziennikarstwa i Nauk Politycznych Uniwersytetu Warszawskiego. W 1977 uzyskał stopień doktora nauk politycznych (specjalność stosunki międzynarodowe).
W latach 1972–1995 był pracownikiem naukowym Uniwersytetu Warszawskiego, od 1977 na stanowisku adiunkta w Instytucie Stosunków Międzynarodowych UW. W latach 1990–1995 był wicedyrektorem tej jednostki. Od 1981 do 1983 pełnił funkcję prodziekana WDiNP UW.
W 1978 odbył staż naukowy na Uniwersytecie Jawaharlala Nehru w Nowym Delhi. Na początku lat 80. wykładał na University of Nebraska-Lincoln. Dwukrotnie (w 1982 i 1985) uzyskiwał stypendium w Salzburgu, a w 1986 w Nuffield College w Oksfordzie.
Należał do Polskiej Zjednoczonej Partii Robotniczej. Pełnił funkcję I sekretarza Podstawowej Organizacji Partyjnej PZPR na WDiNP UW. W latach 1984–1990 zasiadał w dzielnicowej radzie narodowej Żoliborza. W 1989 bez powodzenia kandydował do Sejmu kontraktowego, ubiegając się o mandat przeznaczony dla kandydata PZPR. W latach 1998–2002 był radnym powiatu warszawskiego z listy SLD. W 1995 rozpoczął pracę w administracji publicznej. Był kolejno doradcą ministra, dyrektorem Departamentu Stosunków Międzynarodowych, dyrektorem generalnym i szefem gabinetu politycznego premiera w Kancelarii Prezesa Rady Ministrów. Od 1998 zajmował dyrektorskie stanowiska w Urzędzie Regulacji Energetyki, w tym od maja 2002 p.o. dyrektora generalnego. W grudniu 2002 został podsekretarzem stanu w Ministerstwie Spraw Zagranicznych. Pełnił tę funkcję do 2005.
W 2008 powrócił do pracy dydaktycznej jako docent w Instytucie Stosunków Międzynarodowych UW. Wykładał też w Wyższej Szkole Stosunków Międzynarodowych i Amerykanistyki w Warszawie. Współautor pracy zbiorowej Leksykon Pokoju.

## Odznaczenia
- Złoty Krzyż Zasługi (1986)[3]
- Brązowy Krzyż Zasługi (1977)[3]